# Episodi di Angie Tribeca (terza stagione)
La terza stagione della serie televisiva Angie Tribeca, composta da 10 episodi, è stata trasmessa dalla rete televisiva TBS dal 10 aprile al 12 giugno 2017.
In Italia la stagione è stata trasmessa dal canale pay Joi dal 1º al 29 gennaio 2018.
| n° | Titolo originale                                | Titolo italiano               | Prima TV USA   | Prima TV Italia |
| -- | ----------------------------------------------- | ----------------------------- | -------------- | --------------- |
| 1  | Welcome Back, Blotter                           | Il cacciatore di trofei       | 10 aprile 2017 | 1º gennaio 2018 |
| 2  | Murder Gras                                     | Operazione New Orleans        | 17 aprile 2017 | 1º gennaio 2018 |
| 3  | Brockman Turner Overdrive                       | Rasta in arresto!             | 24 aprile 2017 | 8 gennaio 2018  |
| 4  | Turn Me On, Geils                               | Accendimi, Geils!             | 1º maggio 2017 | 8 gennaio 2018  |
| 5  | This Sounds Unbelievable, but CSI: Miami Did It | Tenente, abbiamo un problema! | 8 maggio 2017  | 15 gennaio 2018 |
| 6  | Hey, I'm Solvin' Here!                          | Operazione New York           | 15 maggio 2017 | 15 gennaio 2018 |
| 7  | License to Drill                                | Licenza di trivellare         | 22 maggio 2017 | 22 gennaio 2018 |
| 8  | If You See Something, Solve Something           | La spia gelata                | 29 maggio 2017 | 22 gennaio 2018 |
| 9  | Germs of Endearment                             | Voglia di virus!              | 5 giugno 2017  | 29 gennaio 2018 |
| 10 | Go Get 'Em, Tiger                               | Falli a pezzi, tigre!         | 12 giugno 2017 | 29 gennaio 2018 |

## Il cacciatore di trofei
- Titolo originale: Welcome Back, Blotter
- Diretto da: Rashida Jones
- Scritto da: Ira Ungerleider

### Trama
Angie si ritira per diventare una mamma normale, ma viene richiamata per trovare un cacciatore di trofei.

## Operazione New Orleans
- Titolo originale: Murder Gras
- Diretto da: Ira Ungerleider
- Scritto da: Shepard Boucher

### Trama
Angie ha la sensazione che il cacciatore di trofei abbia colpito di nuovo, questa volta a New Orleans.

## Rasta in arresto!
- Titolo originale: Brockman Turner Overdrive
- Diretto da: Dan Beers
- Scritto da: Matthew Harawitz

### Trama
Quando un'amata star del badminton viene sospettata di un omicidio stradale, Angie e Geils, a differenza dei loro colleghi non chiudono un occhio.

## Accendimi, Geils!
- Titolo originale: Turn Me On, Geils
- Diretto da: Ira Ungerleider
- Scritto da: Marisa Pinson

### Trama
Un brillante specialista di robotica viene trovato ucciso nel suo laboratorio e l'unico che ha informazioni sul caso è l'assistente magnetico della vittima.

## Tenente, abbiamo un problema!
- Titolo originale: This Sounds Unbelievable, but CSI: Miami Did It
- Diretto da: Brennan Shroff
- Scritto da: Nathaniel Stein

### Trama
Un uomo cade dal cielo e il team indaga su un indizio nello spazio. 

## Operazione New Orleans
- Titolo originale: Hey, I'm Solvin Here!
- Diretto da: Tom Magill
- Scritto da: Juliet Seniff

### Trama
Quando un uomo di mezz'età muore in circostanze misteriose a New York, Angie e gli altri vanno a New York per scoprire che il cacciatore di trofei ha colpito ancora.

## Licenza di trivellare
- Titolo originale: Licence to Drill
- Diretto da: Brennan Shroff
- Scritto da: Scott Hanscom

### Trama
Geils finisce nei guai quando aiuta una donna a indagare se suo marito ha una relazione.

## La spia gelata
- Titolo originale: If You See Something, Solve Something
- Diretto da: Rebecca Asher
- Scritto da: Ira Ungeleider

### Trama
Una donna nuda esce fuori dallo zaino di un bambino e non ricorda nulla. Geils e Tanner rintracciano un assassino in fuga dalla prigione.

## Voglia di virus!
- Titolo originale: Germs of Endearment
- Diretto da: Payman Benz
- Scritto da: Mathew Harawitz

### Trama
Quando un'epidemia di un virus letale minaccia Los Angeles di infettare la popolazione, Angie e gli altri si rendono conto che questa potrebbe essere l'opera del serial killer.

## Falli a pezzi, tigre!
- Titolo originale: Go Get 'Em, Tiger
- Diretto da: Paul F. Bernard
- Scritto da: Shepard Boucher e Marisa Pinson

### Trama
Le persone sono ancora solide, ma il dottor Scholls è scomparso e il serial killer è ancora a piede libero; e il tenente Atkins ha un matrimonio all'aperto.